# Dezső Lemhényi
Dezső Lemhényi także Dezső Kollmann (ur. 9 grudnia 1917 w Budapeszcie, zm. 4 grudnia 2003 tamże) – węgierski piłkarz wodny i trener. Dwukrotny medalista olimpijski.
W 1948 w Londynie zajął drugie miejsce. Cztery lata później w Helsinkach wspólnie z kolegami został mistrzem olimpijskim. W kadrze narodowej znajdował się w latach 1940–1952, dziesięciokrotnie był mistrzem kraju.
W latach 1952–1960 był trenerem reprezentacji. W tym czasie kadra dwukrotnie stawała na podium igrzysk (złoto w 56, brąz w 60), także dwukrotnie zwyciężała w mistrzostwach Europy (1954 i 1958).
Jego żona Olga Tass była medalistką olimpijską w gimnastyce.